# كريستوفر نيكولاس
كريستوفر نيكولاس (بالإنجليزية: Christopher Nicholas)‏ هو لاعب كرة قدم جامايكي، ولد في 16 يناير 1981 في جامايكا.